# 42-линейная крепостная и осадная пушка образца 1877 года

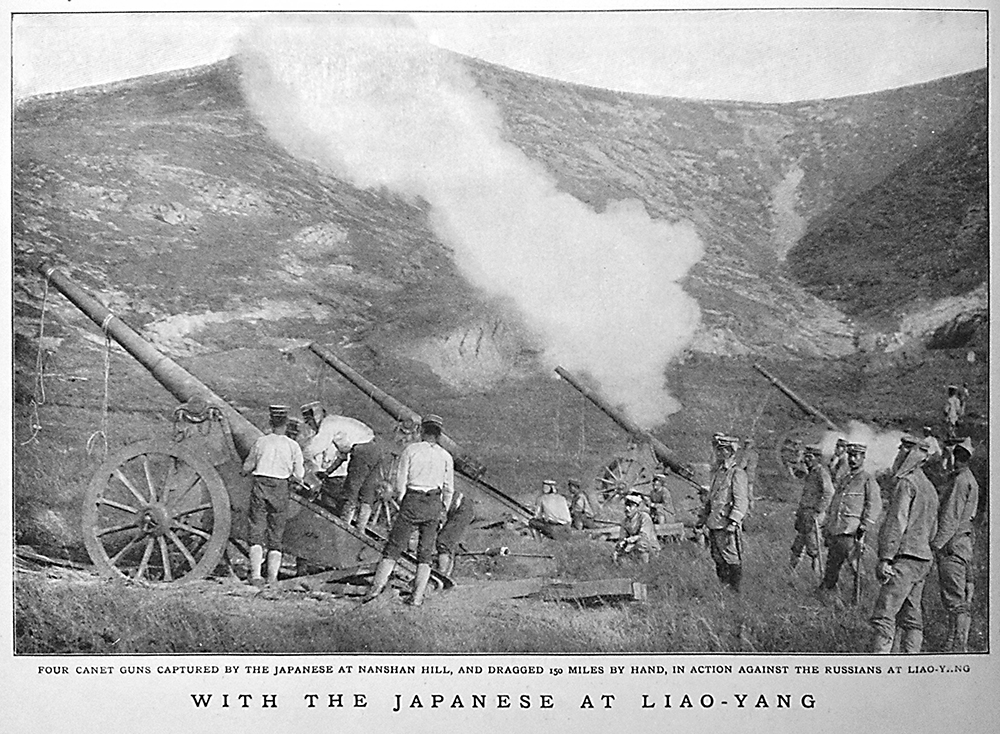
1904. Японцы с 4,2-дюймовыми пушками

42-линейная крепостная и осадная пушка образца 1877 года — тяжёлое артиллерийское орудие калибром 107 мм (42 линии) конструкции немецкого изобретателя и промышленника Альфреда Круппа. Состояло на вооружении Русской императорской армии. Активно использовалось в русско-японской войне, Первой мировой войне, гражданской войне в России и в других вооружённых конфликтах начала XX века. Также находилось на вооружении РККА вплоть до 1940-х годов. Пушки производили на Обуховском заводе.

## История

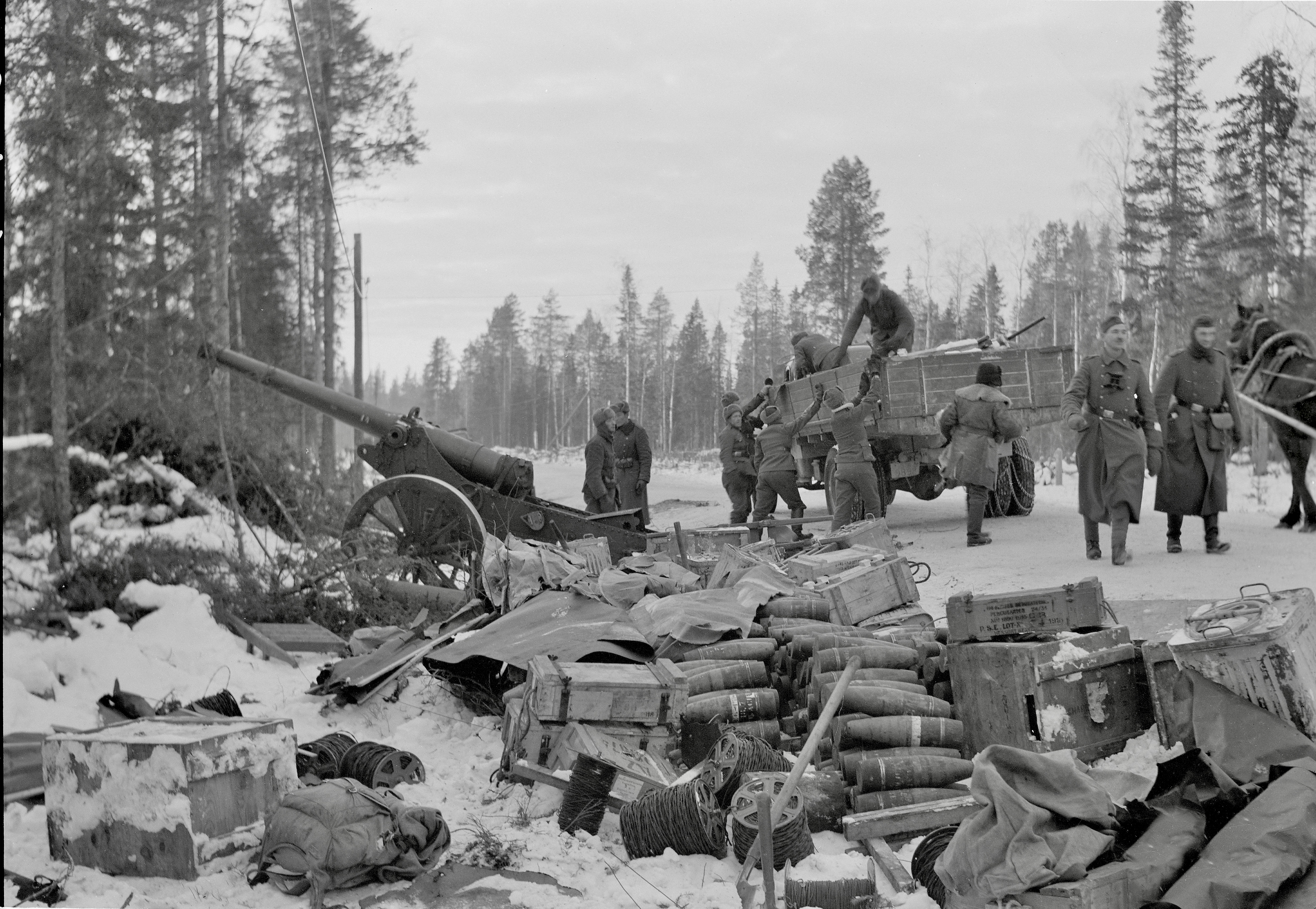
107-мм пушка у финнов. 11.1941

Тяжёлая полевая пушка этого типа была построена немецкой фирмой «Крупп» для русской армии в 1880 году после демонстрации русским офицерам новых 105- и 120-мм орудий собственной разработки. Специалистам страны-заказчика более понравилась 105-мм (9-фунтовая) пушка, но переложенная на стандартный российский калибр в 42 линии (107 мм). Впоследствии производство таких орудий было налажено по лицензии в Российской империи и продолжалось до 1903 года. Интересным обстоятельством является тот факт, что обозначение «обр. 1877 г.» относилось не к году разработки или принятию на вооружение орудия, а к году принятия новой системы нарезки стволов.
В лафетах для полевых орудий образца 1877 г. каучуковый буфер применён с целью уменьшить разрушительное действие орудия в момент выстрела на боевую ось с колесами. Масса 2523 кг в боевом положении и 3243 кг в походном положении.

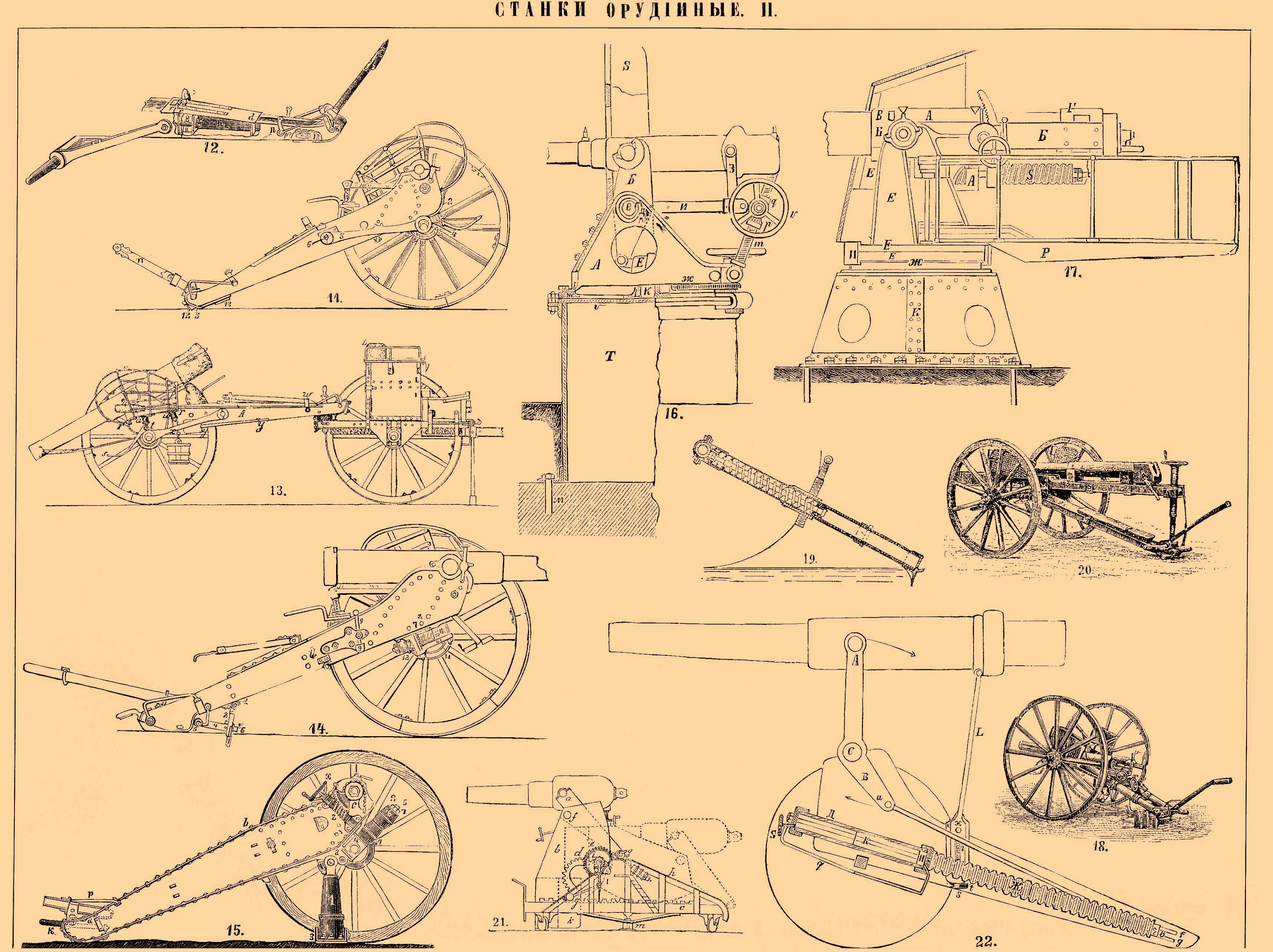
Полевой мортирный лафет (черт. 15) устроен особенно прочно; С. представляет собой род коробки — станины почти на всем протяжении сверху и снизу скреплены сплошными листами; стрельба ведётся прицельно и навесно. При малых углах скорость отката настолько велика, что задержка чем-либо хобота привела бы к опрокидыванию лафета — приняты, поэтому, меры к тому, чтобы хобот не зарывался при откате, предельный угол вращения системы уменьшен расположением оси цапф над боевой осью, отчего хобот меньше обременяется; при больших углах возвышения ось становится на тумбы (1), подвешенные на шарнирах к проушинам лобовых клепаней (2); подошвы обеих тумб скреплены железной доской (3) с отогнутыми ребрами; тумбы подвешены так, что при выстреле сначала колеса слегка врезаются в землю и только тогда ось опирается на тумбы, подрессоренные каучуковыми буферами;

Одни из немногих в мире сохранившиеся 2 экземпляра орудий находятся в Евпатории, перед фасадом Краеведческого музея. Эти пушки во время Первой мировой войны стояли на береговой батарее в Евпатории, позднее перед зданием Курсов усовершенствования командного состава зенитной артиллерии и с 1960-х годов перед музеем.  

42-линейные пушки образца 1877 года в Евпатории
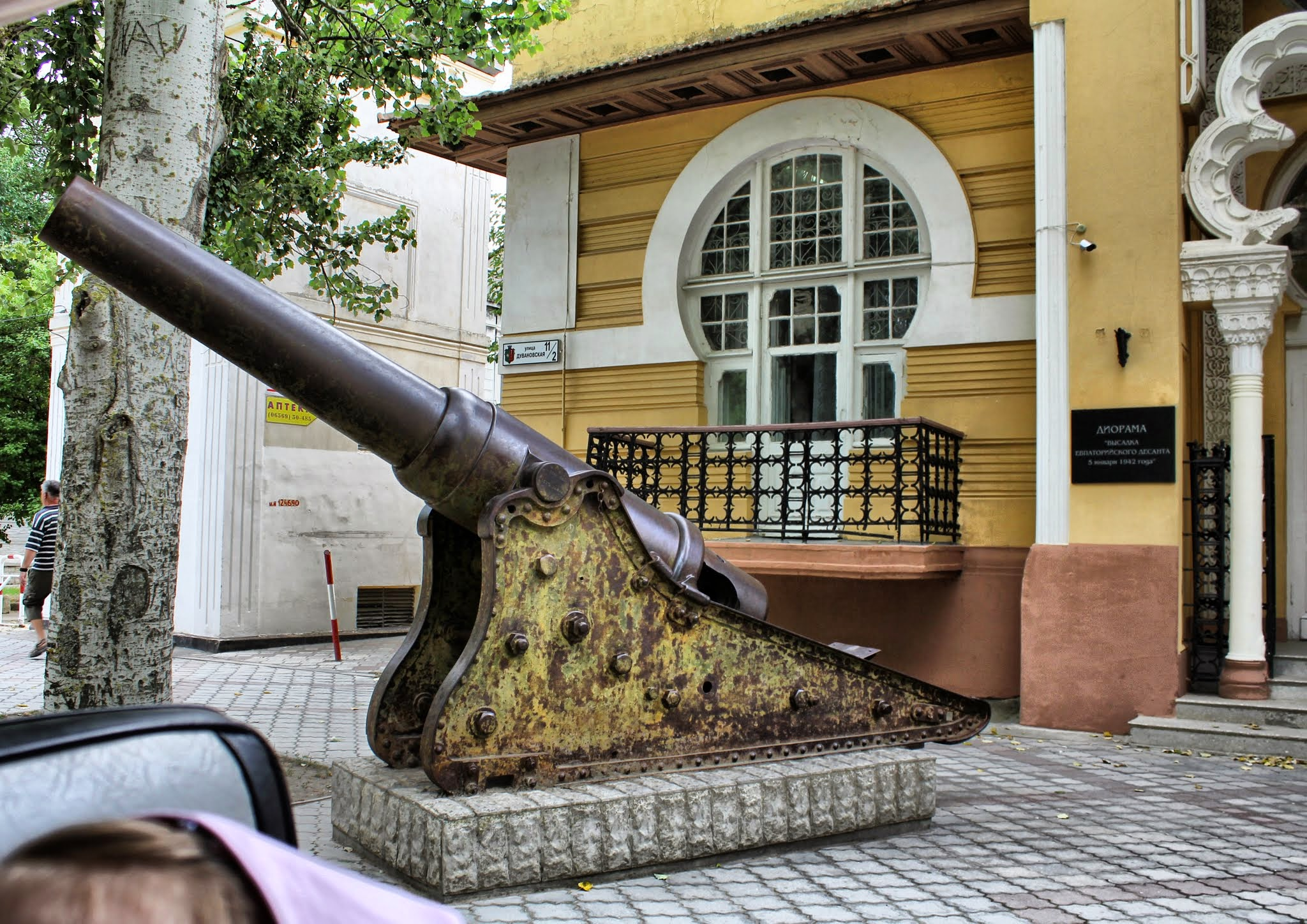
Орудия без ходовой части
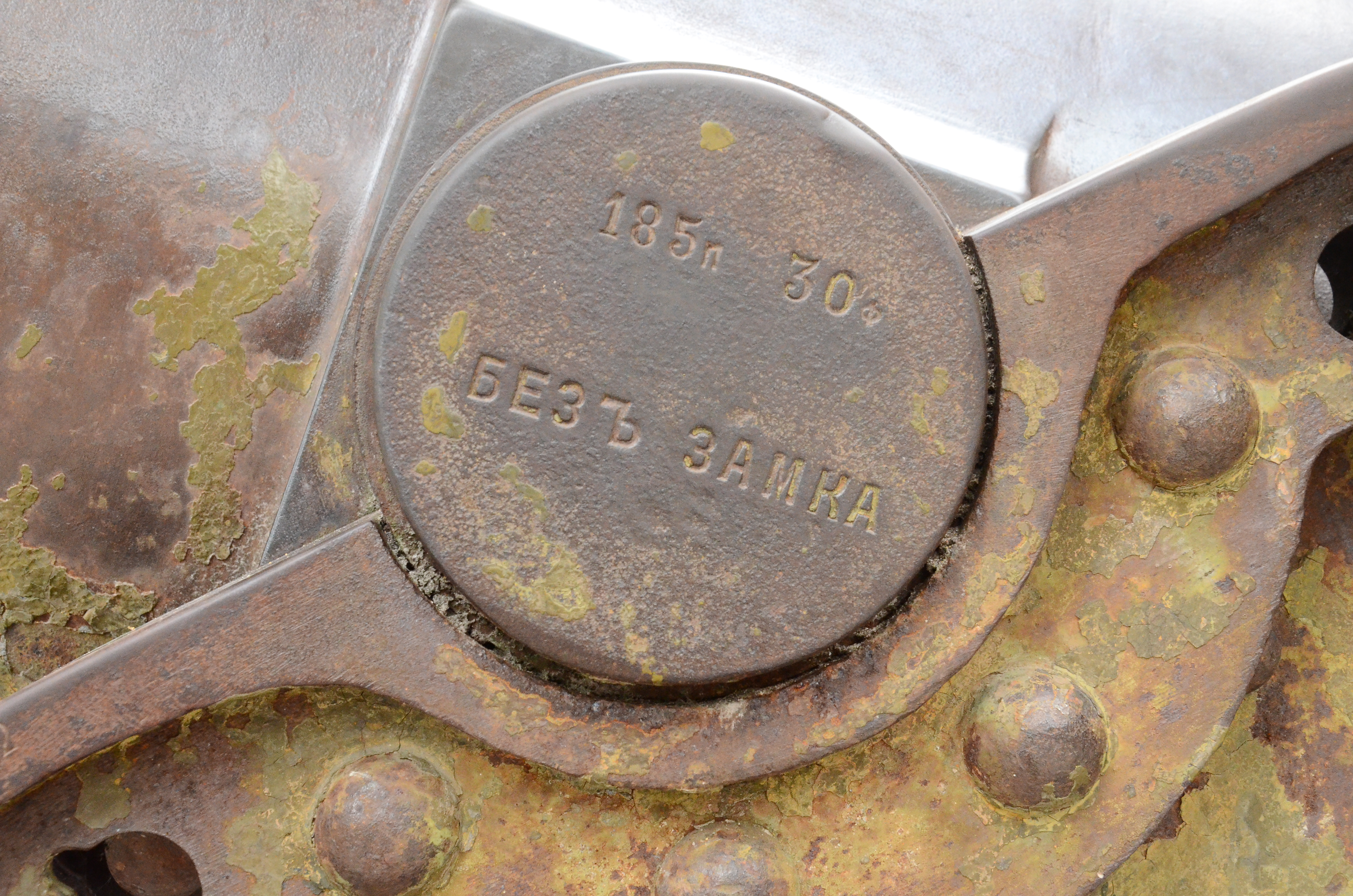
Заводская маркировка массы
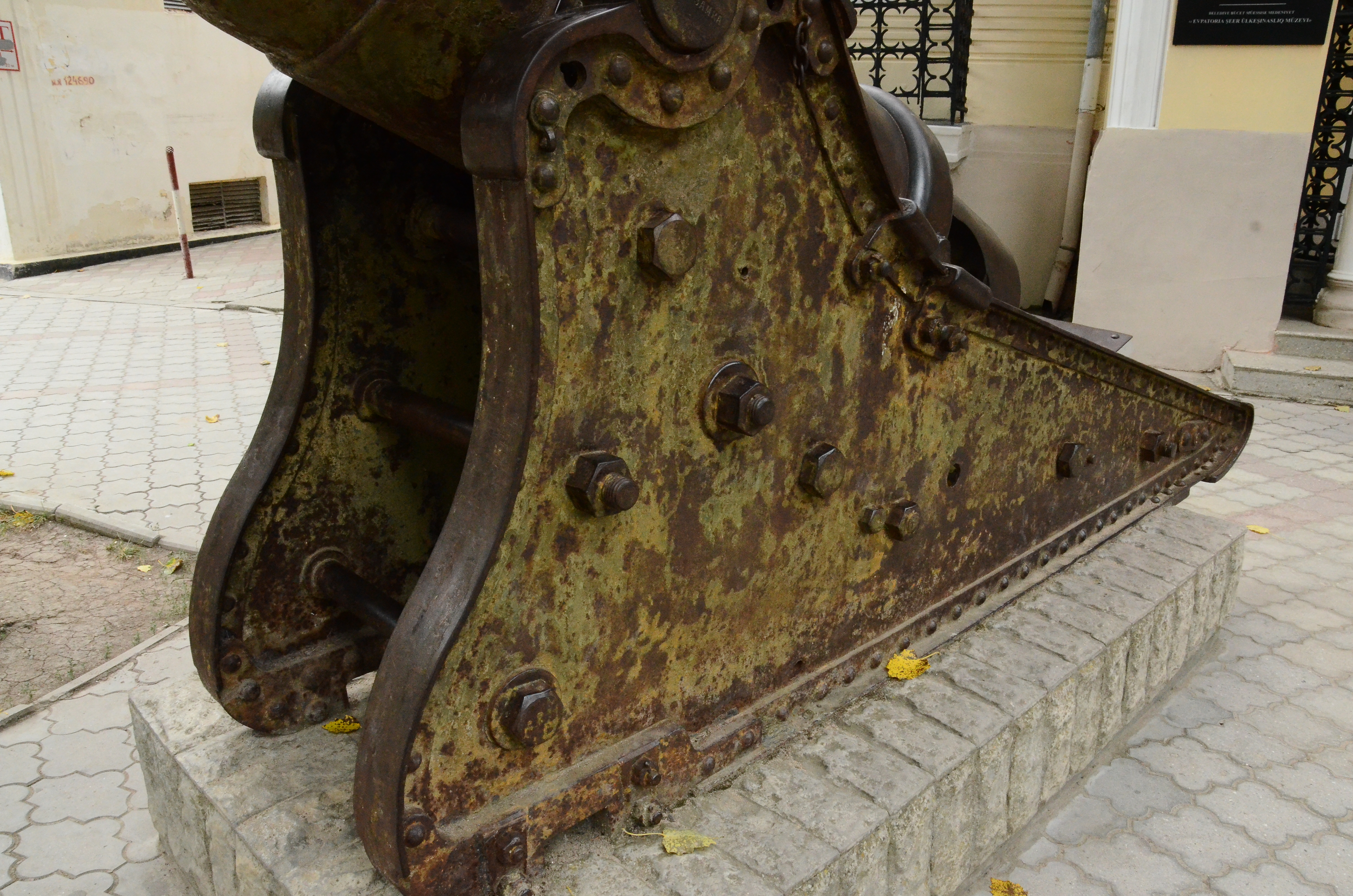
Детали станка